# Píñar
Píñar es un municipio español situado en la comarca de Los Montes, en la provincia de Granada, comunidad autónoma de Andalucía. Limita con los municipios de Iznalloz, Domingo Pérez de Granada, Guadahortuna, Torre-Cardela, Gobernador, Morelábor y Darro. Por su término discurren los ríos Cubillas y Píñar. El municipio piñero comprende los núcleos de población de Píñar —capital municipal— y Bogarre, así como los diseminados de Bular Bajo y Periate.

## Geografía

### Situación
Integrado en la comarca de Los Montes, se encuentra situado a 47 kilómetros de la capital provincial.
| Noroeste: Domingo Pérez de Granada | Norte: Guadahortuna y Torre-Cardela | Nordeste: Torre-Cardela y Gobernador |
| Oeste: Iznalloz                    |                                     | Este: Morelábor                      |
| Suroeste: Iznalloz                 | Sur: Iznalloz                       | Sureste: Iznalloz y Darro            |

## Historia

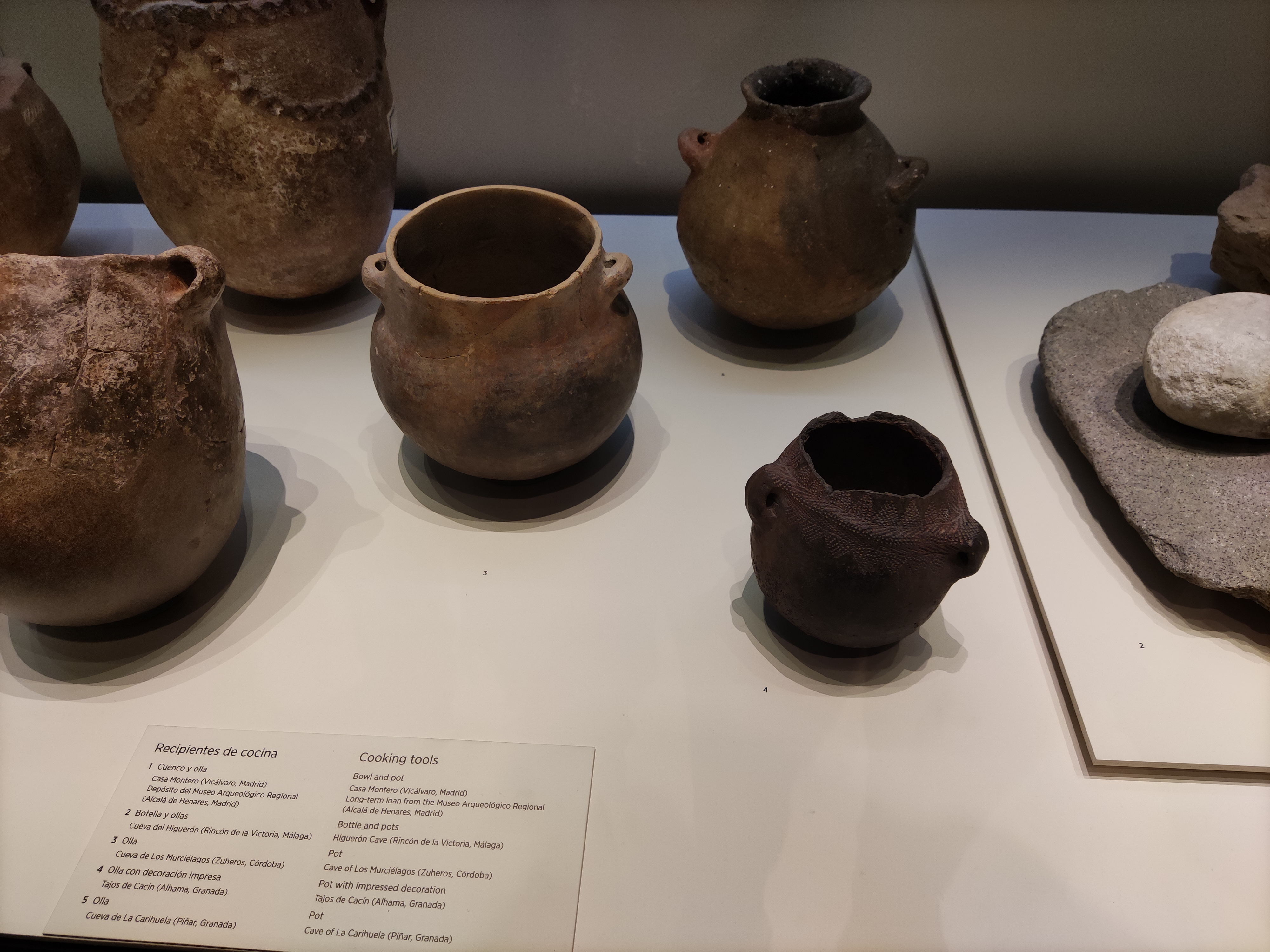
Neolítico. En segundo término a la derecha (5) olla de la cueva de la Carihuela. Museo Arqueológico Nacional.

Los restos musterienses más importantes de Europa corresponden a la cueva de la Carigüela, tal vez el enclave principal de unas culturas que pervivieron hasta el 20000 a. C., vinculada a grupos humanos del tipo Neandertal.

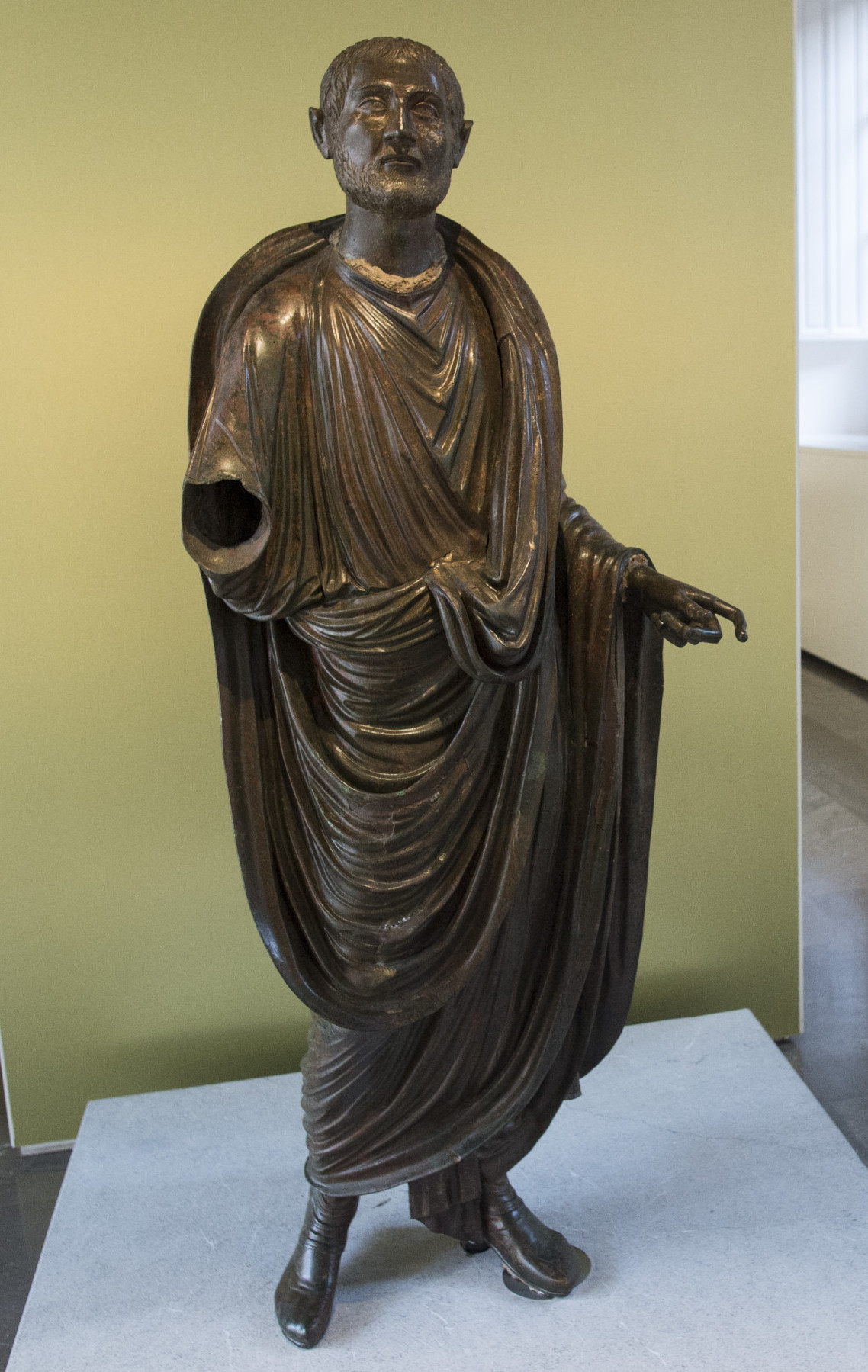
Togado de Periate. Museo Arqueológico Provincial de Granada.

Por esta zona de la Hispania romana, que se encontraba en el territorio de Acci dentro de la Tarraconense, discurría la vía Augusta que enlazaba Cástulo con Acci e Iliberri, como atestiguan los abundantes hallazgos como el Togado de Periate, fechado en el siglo III. La tradición data el castillo como fortificación romana, que más tarde sería reconstruida por los árabes, motivo por el que algunos torreones son cilíndricos y otros cuadrados. Este era un punto defensivo que controlaba el tránsito mercantil hacia Jaén, Murcia y Almería.
A partir de la cultura medieval aparecen documentos escritos de época califal (siglos IX y X) y nazarí (siglos XIII y XV), aunque han aparecido piedras romanas labradas, cerámica califal y de todas las ocupaciones árabes.
En la época musulmana el último alcalde que hubo fue al-Mandari, por lo que se cree que el castillo fue de descanso y recreo utilizada por reyes y nobles de Granada, ya que dicho alcalde era partidario de Boabdil. En 1485 durante la guerra de Granada, con la caída de los castillos de Cambil y Alhabar cae también la línea defensiva a la que pertenecía el castillo de Píñar. El castillo es abandonado por los nazaríes, los cuales en su éxodo refundaron la ciudad marroquí de Tetuán, actualmente hermanada con Píñar. Píñar quedó despoblado en 1517 tras varios intentos de repoblación fallidos y la fundación de Guadahortuna con mayores incentivos para quienes se asentaran allí. La Corona concedió diversas mercedes territoriales para el pago de los servicios militares o administrativos, de tal manera que en la zona de Los Montes la propiedad se organizó en latifundos que pasarían a los miembros de la oligarquía del Reino de Granada. Tanto Píñar como Deifontes y Domingo Pérez eran cortijadas dependientes de Iznalloz. Los terrenos de las Siete Villas se dedicaron a la producción de cereal panificable con la obligación de destinar la producción a Granada.
En 1752 Píñar contaba con algo menos de 130 vecinos y había una alta dispersión de población, siendo Bogarre uno de los cortijos más poblados de Iznalloz. Tanto el Marqués de Casablanca, uno de los mayores propietarios de Los Montes, como el Duque de Abrantes mantenían propiedades en Píñar, así como en los cortijos de Telera, Moralejo y Nuevo. El veinticuatro de Granada Antonio Carnero era el propietario del cortijo Bogarre.
La fundación del ayuntamiento de Píñar tiene su origen, como el de La Montillana, en las desamortizaciones del siglo XIX. Para rentabilizar los terrenos adquiridos se produjo el incremento de las explotaciones cerealistas, lo que atrajo población. El primer sello del ayuntamiento de Píñar tiene el castillo y data del año 1850. En el Diccionario Estadístico de Pascual Madoz se menciona la admiración que ya despertaba la cueva de las Ventanas.
Durante la segunda mitad del siglo XX se produce el éxodo rural además del desplazamiento de temporeros a la vendimia en Francia. En 1999 se inauguró el recorrido turístico de la cueva de las Ventanas, convirtiéndose en un importante recurso turístico de la comarca.

## Demografía
Píñar cuenta con una población de 1060 habitantes (INE 2024).
| Gráfica de evolución demográfica de Píñar entre 1857 y 2021 |
| |
| Población de derecho según los censos de población del INE Población de hecho según los censos de población del INEEn 1857 aparece este municipio porque se segrega del municipio Iznalloz |

## Economía

### Evolución de la deuda viva municipal
El concepto de deuda viva contempla sólo las deudas con cajas y bancos relativas a créditos financieros, valores de renta fija y préstamos o créditos transferidos a terceros, excluyéndose, por tanto, la deuda comercial.
| Gráfica de evolución de la deuda viva del Ayuntamiento de Píñar entre 2008 y 2023                |
|                                                                                                  |
| Deuda viva del Ayuntamiento de Píñar, en miles de euros, según datos del Ministerio de Hacienda. |

## Administración y política
Los resultados en Píñar de las últimas elecciones municipales, celebradas en mayo de 2019, son:
| Elecciones Municipales - Píñar (2019) | Elecciones Municipales - Píñar (2019)    | Elecciones Municipales - Píñar (2019) | Elecciones Municipales - Píñar (2019) | Elecciones Municipales - Píñar (2019) |
| Partido político                      | Partido político                         | Votos                                 | Votos                                 | Concejales                            |
| ------------------------------------- | ---------------------------------------- | ------------------------------------- | ------------------------------------- | ------------------------------------- |
|                                       | Izquierda Unida-Píñar para la Gente (IU) | 530                                   | 60,92 %                               | 6                                     |
|                                       | Partido Socialista Obrero Español (PSOE) | 292                                   | 33,56 %                               | 3                                     |
|                                       | Partido Popular (PP)                     | 46                                    | 5,29 %                                | 0                                     |

## Turismo

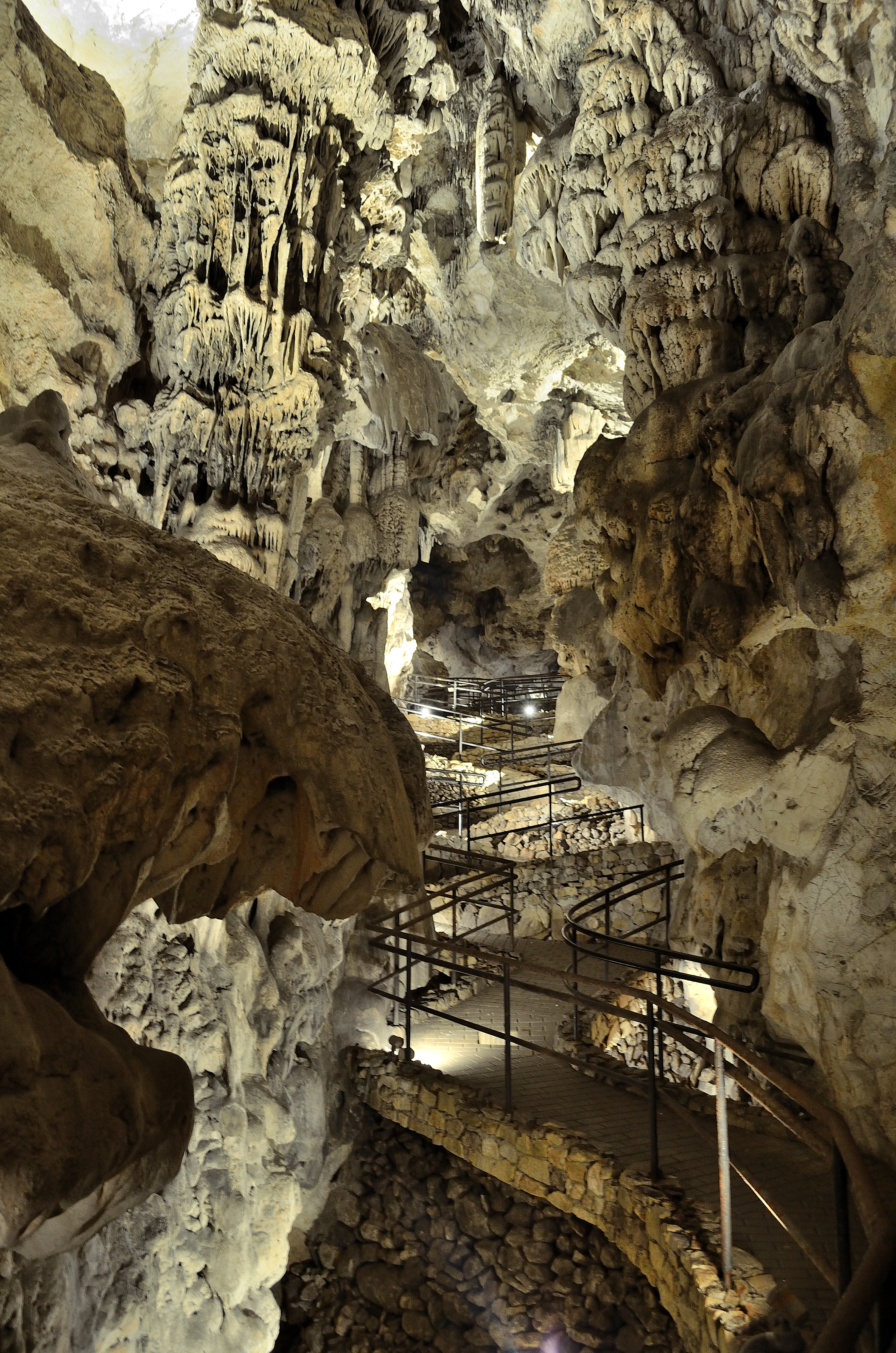
Cueva de las Ventanas

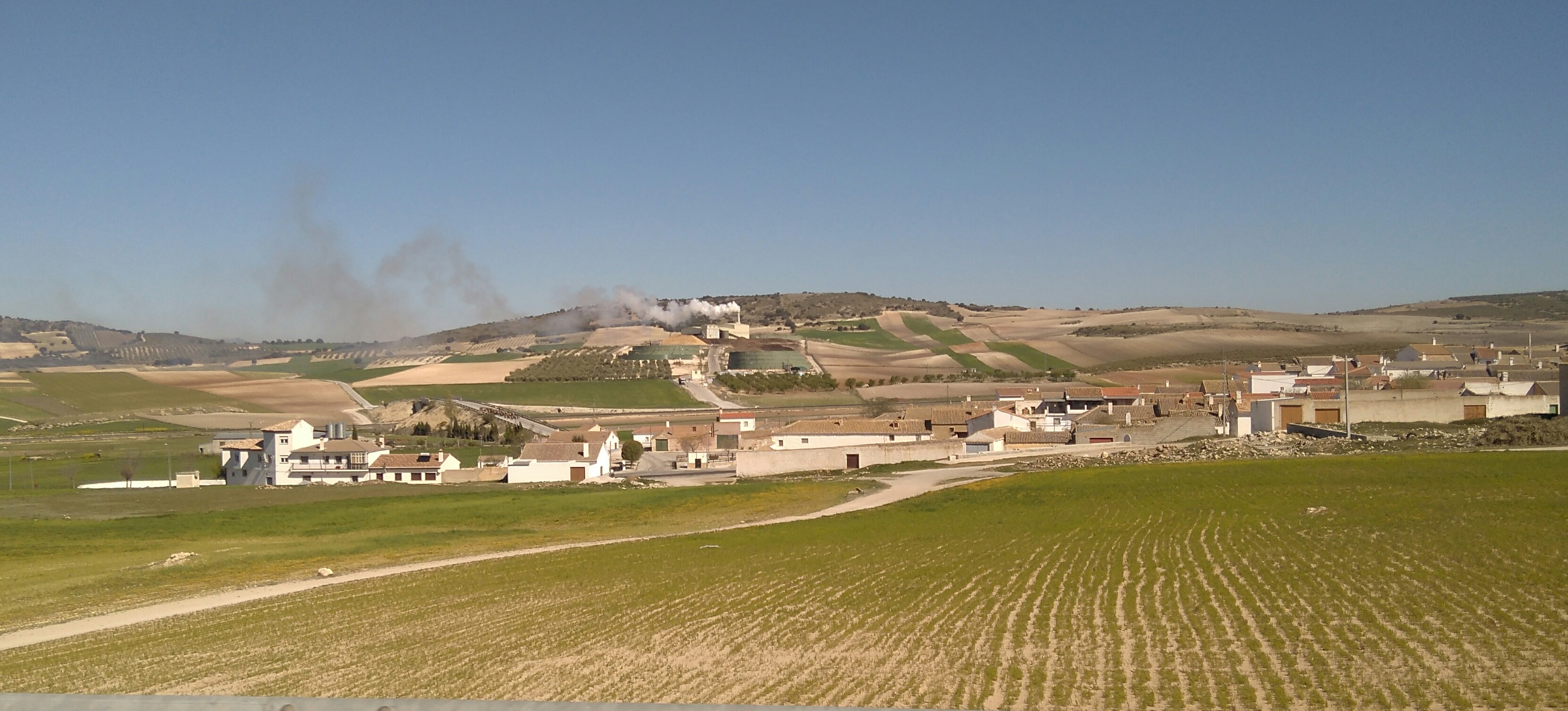
Vista de la pedanía de Bogarre, en Píñar

Entre los lugares de interés de Píñar, destacan:
- La cueva de las Ventanas, de sumo interés para la espeleología, pertenece al Paleolítico Superior; pudo tener durante la Prehistoria dos usos fundamentales: de una parte, como lugar de hábitat, concentrado en las zonas más próximas a la entrada cuando las condiciones hídricas y de humedad del interior lo permitieran y, de otra, lugar de enterramiento, que ocuparía zonas más profundas donde no llega la luz natural. Aunque la primera ocupación que se realizó fue por parte de grandes carnívoros cuaternarios, ya que se han encontrado restos paleontológicos de osos e hienas. Hoy en día es la única cueva de España con accesos para minusválidos. Los bellos paisajes subterráneos, donde se pueden aprender los procesos de formación de un cavernamiento, a través de maquetas, paneles interactivos y ejemplos naturales a lo largo de la cavidad, y la visualización a escala real a lo largo del recorrido visitable de especies de fauna extintas, y la presencia humana en escenas de la vida cotidiana, hacen este recorrido interactivo muy interesante.
- La cueva de la Carigüela, la estación prehistórica más importante para la investigación de la industria del Musteriense. Además se encuentra muy relacionada con el hombre del Neandertal pues fue aquí donde apareció un cráneo y numerosos objetos del Paleolítico Inferior.
- La "Cueva Meye", donde existen varias pinturas en el interior sin formar grupos de los Confites con restos de la Edad de Bronce.
- El "Togado de Periate", estatua romana que se encuentra en el Museo Arqueológico de Granada; es una de las escasas estatuas de bronce conocidas y conservadas hoy en Hispania. Perteneció a Claudio II "el Gótico" que vivió en el siglo III después de Cristo.
- La iglesia parroquial de San Pedro Apóstol, de estilo mudéjar, de una sola nave y cubierta de madera.
- El Castillo árabe, a mediados del siglo XIV, en el período de refortificación del Reino Nazarí fue un baluarte muy importante, especialmente por ser la frontera entre los reinos cristianos y el país granadino. El perímetro de aproximadamente 3000 m², es ligeramente ovalado, con muralla de diversas facturas. Las torres son fundamentalmente rectangulares aunque hay dos semicirculares. Adosado a la muralla noroeste está el aljibe y junto a este en el interior, se han encontrado restos de viviendas.

## Gastronomía
Son famosos muchos de sus restaurantes por las carnes a la brasa. Pero además se pueden degustar en Píñar las migas, el cordero a la campesina, los andrajos con liebre y la sopa de panecillos, el choto al ajillo, las gachas picantes y las manillas de cerdo, entre otros muchos platos.

## Hermanamiento
- Tetuán, Marruecos[11]